# Boeromedusa
Boeromedusa is een geslacht van neteldieren uit de familie van de Boeromedusidae.

## Soort
- Boeromedusa auricogonia Bouillon, 1995